# アラスカの拳銃使い
『アラスカの拳銃使い』（アラスカのけんじゅうつかい、原題：The Shooting Of Dan McGoo）は、アメリカ合衆国の映画会社メトロ・ゴールドウィン・メイヤー（MGM）に所属していたアニメーターのテックス・アヴェリーによる作品のひとつ。公開は1945年4月14日。

## スタッフ
- 監督 - テックス・アヴェリー
- 製作 - フレッド・クインビー（初公開版ではクレジット無し）
- 共同製作 - ウィリアム・ハンナ（クレジット無し）
- キャラクターデザイン - クロード・スミス（クレジット無し）
- 原画 - レイ・エイブラムズ、プレストン・ブレア、エド・ラブ
- レイアウト・背景 - ジョン・ディドレック・ジョンセン（クレジット無し）
- 脚本 - ヘック・アレン
- 音楽 - スコット・ブラッドリー
- 彩色プロセス - テクニカラー
- 録音プロセス - ウェスタン・エレクトリック

## 内容
極寒の地で、米国最後のフロンティアであるアラスカのある町は無政府状態で、ガンマン達が撃ち合いを繰り返し、日々人口が減少していた。その町の、ある酒場に荒くれ者のオオカミが現われ文字どおりの狼藉をはたらき、酒場で歌う美女にちょっかいを出す。そこで酒場に居合わせたドルーピーとの決闘となる。
何故かオープニングの「droopy」が表示されなかった。
1924年のサイレント映画『極光に踊る女』をはじめ何度も映像化されて来たロバート・Ｗ・サーヴィス作「ユーコンの魔力」所収「ダン・マッグルーの射殺」を原作とする。アヴェリーは1939年ワーナーでも同じ原作で"Dangerous Dan McFoo"を監督している。倒れたドアが地下室の階段になるといったのちの作品で見られるギャグの数々が散見される。

## 登場するキャラクター
ドルーピー
今回はガンマン役。原作ではダン・マグー（Dan McGoo）という犬を連想させる名前。
オオカミ
「つかまるのはごめん」に登場したオオカミに似た悪役。残酷で、女好きである。また、かなりの下戸でもある。
美女
初期のドルーピー作品でたびたび登場する歌手。第二次世界大戦中の世相を反映してか、戦場を慰問するような歌詞になっている。

## VHS・DVD
残酷なシーンが目立つため、TBS系『トムとジェリー』や『新トムとジェリー』の真ん中では放送されず、再放送などが難しい作品の一つと思われたが、タイム ワーナー エンターテイメント ジャパンからDVD「ドルーピー 迷探偵ドルーピーの大追跡編」が発売され、収録作品の一つとなっている。「トムとジェリー通常版DVDの3」にも特典として、「トムとジェリー ドルーピーといっしょVHSの2」にも収録。